# 宏都拉斯雙冠麗魚
宏都拉斯雙冠麗魚，為輻鰭魚綱鱸形目隆頭魚亞目慈鯛科的其中一種，分布於中美洲宏都拉斯太平洋岸的淡水流域，體長可達15公分，棲息在中底層水域，生活習性不明。

## 擴展閱讀
維基物種上的相關：宏都拉斯雙冠麗魚